# Les Sims 4 : Au restaurant
Les Sims 4 : Au restaurant (The Sims 4: Dine Out) est le troisième pack de jeu pour Les Sims 4. Il a été annoncé le 17 mai 2016 et est sorti le 7 juin 2016. Il est seulement disponible en version numérique. Ce nouvel opus inclut la possibilité de construire et de gérer son propre restaurant, d'aller au restaurant en tant que client et de fabriquer des plats expérimentaux.

## Description
Dans ce nouvel opus, le Sims peuvent ouvrir un restaurant ou emmenez manger leur famille à l'extérieur. Pour ouvrir une enseigne, le joueur a le choix entre plusieurs types de restaurant : snack américain typique ou encore restaurant italien chic. Une fois leur restaurant créé, ils peuvent engager du personnel et élaborer le menu adéquat à leur affaire pour faire des bénéfices et continuer d'améliorer leur établissement. Le restaurant est entièrement personnalisable, le joueur peut choisir les tables, les chaises ou les enseignes.

## Nouveautés
- Nouvelles recettes : nourriture expérimentale.
- Nouveaux objets : une lampe chauffante permet le confort des clients qui mangent à l'extérieur, des aquariums pour exposer les fruits de mer et de nouvelles décorations.
- Il est possible de personnaliser le logo du restaurant via un éditeur dans le jeu[2].
- Il est maintenant possible d'organiser un rendez-vous de la Saint-Valentin au restaurant[3].
- Il est possible de créer un restaurant à domicile, où le Sim cuisine chez lui et livre les plats chez le client[3].
- Un restaurant peut embaucher jusqu'à 6 employés, serveurs ou cuisiniers[4].